# Seumanah Jaya
Seumanah Jaya is een bestuurslaag in het regentschap Aceh Timur van de provincie Atjeh, Indonesië. Seumanah Jaya telt 4091 inwoners (volkstelling 2010).